# معاداة السامية في العالم العربي
معاداة السامية في العالم العربي، وهي تشير إلى التمييز ضد اليهود الذين يعيشيون في بعض البلدان العربية.
بحلول نهاية القرن التاسع عشر، زادت معاناة اليهود في العالم العربي لأسباب عدة، ومنها:
- انهيار الخلافة العثمانية.
- المجتمع العربي التقليدي.
- الاستعمار الأوروبي في العالم العربي.
- هجرة اليهود إلى فلسطين مدججين بالسلاح.

بينما أزداد كراهية اليهود والحركات الصهيونية في مطلع القرن العشرين، وذلك بمشاركة الميليشيات اليهودية الإرهابية لطرد الفلسطينيين، وحرب 1948م، والذي يسمى عند اليهود «حرب الاستقلال»، وحرب السويس عام 1956م، وسنة النكسة عام 1967م «والذي يسمى عند اليهود بحرب الأيام الستة»، وحرب أكتوبر عام 1973م، بالإضافة إلى طرد الألاف اليهود من بلدان عربية ومنها: مصر واليمن وتونس والعراق.
وقال لبرنارد لويس في كتابه «السامية والمعادون للسامية» والذي صدر في لندن ونيويورك سنة 1986: بأن المعاداة الكلاسيكية للسامية أصبحت جزءاً أساسيا من الحياة الفكرية العربية، إلى درجة أنه تم مقارنة الصهيونية بالنازية.

## القرن العشرين قبل تأسيس دولة إسرائيل عام 1948م
تعرض اليهود في العالم العربي للمزيد من المضايقات والترحيل المستمر من قبل العرب قبل إعلان دولة إسرائيل عام 1948م، قاموا بتقليص عدد اليهود عندما يهاجرون إلى فلسطين، وتقول صحيفة هارتيس الإسرائيلية بأن الهجوم على اليهود كانت رهيبة سنة 1945م في العراق وليبيا ومصر حيث كانت عملية نهب وتخريب للممتلكات اليهودية، وفي سنة 1941م قتل 180 يهوديا وجرح 700 في أعمال عنف مستمرة، وفي ديسمبر 1947م قتل 13 يهوديا في دمشق، وجرح 21 أخرى ن، وفي حلب أسفرت أعمال العنف ضد اليهود بإحراق 150 منزلا وتدمير المدارس والمعابد اليهودية، مما اضطروا الخروج إلى فلسطين، وأما في اليمن فقد قتل 97 وجرح 170 آخرين وجميعهم من اليهود.

### الأسباب
يعود معاداة الصهيونية واليهودية بأن الجيش البريطاني في فلسطين تدعم المسلحين اليهود لقتل العرب وطردهم خارج البلاد، وكان يدعم اليهود لحرب النازية، إلا أن بريطانيا فشلت في إخراج اليهود من فلسطين بسبب قوة الميليشيات اليهودية وكثرة العدد.

## بعد إنشاء دولة إسرائيل
نزح الألاف الفلسطينيين من الضفة الغربية، وساء الظروف المعيشية لليهود في العالم العربي، بحيث أن ما بين 758 ألف و 866 ألف من اليهود شردوا من أرض فلسطين، وشوهت صورة اليهودي في أذهان العرب، وما زال بضع مئات من اليهود لا زالوا يعيشون في البلدان العربية حتى الآن.
إن روبرت بيرنشتاين مؤسس هيومن رايتس ووتش يقول بأن معاداة اليهود هو متأصلة بعمق وبتطبيق من الدول العربية الحديثة.

### أمثلة

#### جامعة الدول العربية
الثاني من ديسمبر عام 1945م، والتي شكلت حديثا بـجامعة الدول العربية، أعلن الجامعة العربية بمقاطعة المنتجات اليهودية، وأكدوا فيه أن جميع البضائع التي تمتلك التجار اليهود في العالم ملغية وغير مرغوب فيه،«المقاطعة العربية» (JVL)</المرجع> واستمر هذا حتى انتهى التجارة اليهودية في العالم العربي سنة 1970م.

#### مصر
حركة الإخوان المسلمين في مصر محمد مهدي عاكف، ندد بما سماه بأسطورة المحرقة، وهو يدافع عن الرئيس الإيراني محمود أحمدي نجاد عندما أنكر المحرقة اليهودية.
وصحيفة الأخبار والتي تديرها الحكومة المصرية، صدرت في 29 نيسان 2002م، نشرت في افتتاحية إنكار المحرقة اليهودية، ووصفت المحرقة بأنها ملفقة ومزورة.
أما الرسوم الكاركيتورية والتي ظهرت على صحيفة الوفد عام 2003م، صورت اليهود على أنهم شخصيات شيطانية وأنوف مائلة وهم مدمنو المخدرات ويتصارعون مع النازية.

#### الأردن
نفى السفير الأردني في إسرائيل حول منع دخول اليهود ممن يحملون شالات الصلاة لديهم (على شكل العلم الإسرائيلي بالأزرق تعني النيل والفرات).

#### المملكة العربية السعودية
الموقع الرسمي للهيئة السعودية للسياحة على الإنترنت، ذكرت في البداية أن اليهوود لن يتم منح تأشيرات سياحية لدخول المملكة، إلا أنها تنفي هذا البيان وتحذف الخبر منه واعتذرت بأن المعلومة التي صدرت من الموقع الرسمي كانت معلومات خاطئة.تنفي وتم حذف الخبر.
الكتب الدينية في المراحل الثانوية في السعودية، كثيرا أنها تهاجم اليهود وتنتقدهم، وتصف اليهود بأنهم قتلة الأنبياء وهم محتلين لأرض فلسطين، وأن بروتوكولات حكماء صهيون حقيقية رغم نفيها من قبل إسرائيل والولايات المتحدة، وذكرت في وسائل الإعلام المحلية تتحدث عن المؤامرة اليهودية للسيطرة على العالم من خلال تطبيق بروتوكولات حكماء صهيون.
وقالت صحيفة واشنطن بوست الأمريكية أن المؤيدين لإسرائيل يطالبون بزوال وصف اليهود بأنهم أهل القردة والخنازير في جميع الكتب الدراسية والإعلام المرئي والمقروء في السعودية.

## وصلات خارجية
- The Holocaust in Arab Public Discourse: Historicized Politics and Politicized History
- Arab Anti-Semitism in 1998/99 – summary of Arab anti-Semitism, by the جامعة تل أبيب
- Anti-Semitism in the Arab World – a collection of materials updated regularly
- S.RES.366 نسخة محفوظة 4 يوليو 2016 على موقع واي باك مشين. Urging the Government of مصر and other Arab governments not to allow their government-controlled television stations to broadcast any program that lends legitimacy to the بروتوكولات حكماء صهيون، and for other purposes. (Passed/agreed to in Senate on November 20, 2002).
- http://www.memri.org Organization that monitors Middle-Eastern media for antisemitism.
- Major Anti-Semitic Motifs in Arab Cartoons
- IRAQIS WRESTLE WITH THE JEWISH FACTOR